# Sven Svensson (jurist)
Sven Svensson, född 29 augusti 1907 i Malmö, död 14 december 1978, var en svensk jurist som var lagman i Uppsala läns norra tingsrätt från 1971 till 1974.
Svensson blev juris kandidat vid Lunds universitet 1932 och genomförde sin tingstjänstgöring 1932-1935 innan han blev fiskal i hovrätten över Skåne och Blekinge 1936. Han blev hovrättsråd   1953 och var häradshövding i Uppsala läns norra domsaga från 1960 och lagman i Uppsala norra tingsrätt 1971–1974.
Svensson var son till verkmästare Alfred Svensson och han maka Hilda. Han var gift från 1943 med Gunnel, född Lindgren 1919.